# Portland-Zement Blaubeuren Gebrüder Spohn AG

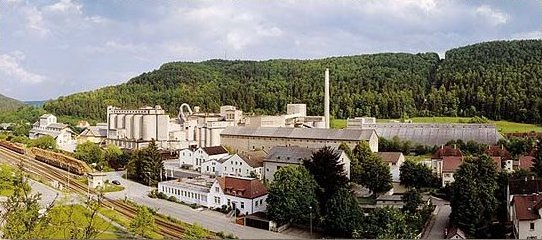
Ansicht des Blaubeurer Zementwerks der „HeidelbergCement AG“ (ehemals „Portland-Zement Blaubeuren Gebrüder Spohn AG“) kurz vor ihrem Abriss

Die Portland-Zement Blaubeuren Gebrüder Spohn AG war ein Zementunternehmen in Blaubeuren (Baden-Württemberg, Deutschland), welches auf eine Gründung des Unternehmers Julius Spohn (1841–1919) zurückging. 1938 von der „HeidelbergCement AG“ mehrheitlich übernommen, wurde es 1998/99 stillgelegt und abgebrochen. An seiner Stelle befindet sich heute der Hauptsitz der „Centrotherm photovoltaics AG“. Durch Erbschaft bildete die „Portland-Zement Blaubeuren Gebrüder Spohn AG“ den Grundstein des Baustoffzweigs der Merckle-Gruppe.

## Geschichte

### Wirtschaftlicher Hintergrund
Bis Anfang des 19. Jahrhunderts wuchs Blaubeuren nicht über die mittelalterliche Stadtmauer hinaus. Dies änderte sich erst 1830 als im Zuge der Industrialisierung die Stadtmauer teilweise abgerissen wurde. Im Zentrum standen dabei die Ausbeutung der Kalksteinvorkommen im Blautal und die damit verbundene Ansiedlung der Zementindustrie Mitte des 19. Jahrhunderts. Zu einer weiteren Ausdehnung der Stadt, diesmal nach Süden, kam es nach 1868, als mit der Eröffnung eines Bahnhofs, Blaubeuren an das Bahnnetz angeschlossen wurde.

### Gründung und Entwicklung
Bestrebt, eigene Baustoffe für die ständigen Erweiterungen seiner Ravensburger Spinnerei zu produzieren, und mit einem Gespür für kommende wirtschaftliche Entwicklungen, gründete 1871 der Unternehmer Julius Spohn (1841–1919) zusammen mit seinem Bruder Georg (1843–1886) in Blaubeuren, dem Herkunftsort ihrer Vorfahren, eine Zementfabrik. Da Julius Spohn und sein Bruder keine Kenntnisse in der Zementproduktion besaßen, nahmen sie als Partner den Blaubeurer Gastwirt Albert Ruthardt auf, der bereits vor Ort in der Zementindustrie tätig war. Während letzterer Aufbau und Betrieb des „Spohn & Ruthard“ genannten Unternehmens vor Ort organisierte, stellen die Brüder Spohn die dazu notwendigen Finanzen bereit.
Den ersten Zement lieferte man nach Ravensburg zum Ausbau der Spinnerei der Familie Spohn. Für die Gebrüder Spohn war auf diesem Gebiet jedoch eine lange Durststrecke zu überwinden. Es gab Probleme mit der Zementqualität und der Blaubeurer Teilhaber Ruthard verließ 1875 frustriert das gemeinsame Unternehmen, welches nun als „Cementfabrik Blaubeuren Gebrüder Spohn“ firmierte. Erst ab 1887, mit der Einführung des Portlandzements, begann der Betrieb Gewinne abzuwerfen. Bis dahin musste dieser mit den aus der Ravensburger Spinnerei erwirtschafteten Überschüssen über Wasser gehalten werden. Im Oktober 1900 übergab Julius Spohn die technische Leitung des Blaubeurener Zementwerks an seinen ältesten Sohn Georg Spohn (1870–1948). Mit rund 450 Beschäftigten und einer Jahresproduktion von etwa 160.000 Tonnen Zement war die Firma Spohn die größte Zementfabrik in der Region. 
Angesichts des durch verschärfter Konkurrenz andauernden Preisverfalls und zugleich anstehenden Neuinvestitionen in Mahlwerke und Öfen, gründete der Blaubeurer Betrieb 1903 mit den anderen 25 süddeutschen Zementwerken ein Kartell, die „Süddeutsche Cement-Verkaufstelle GmbH“ mit Sitz in Heidelberg. Diese Gesellschaft übernahm im eigenen Namen den gemeinsamen Verkauf der Teilhaberfirmen und setzte für diese entsprechend der Marktlage jährlich Produktionskontingente fest.

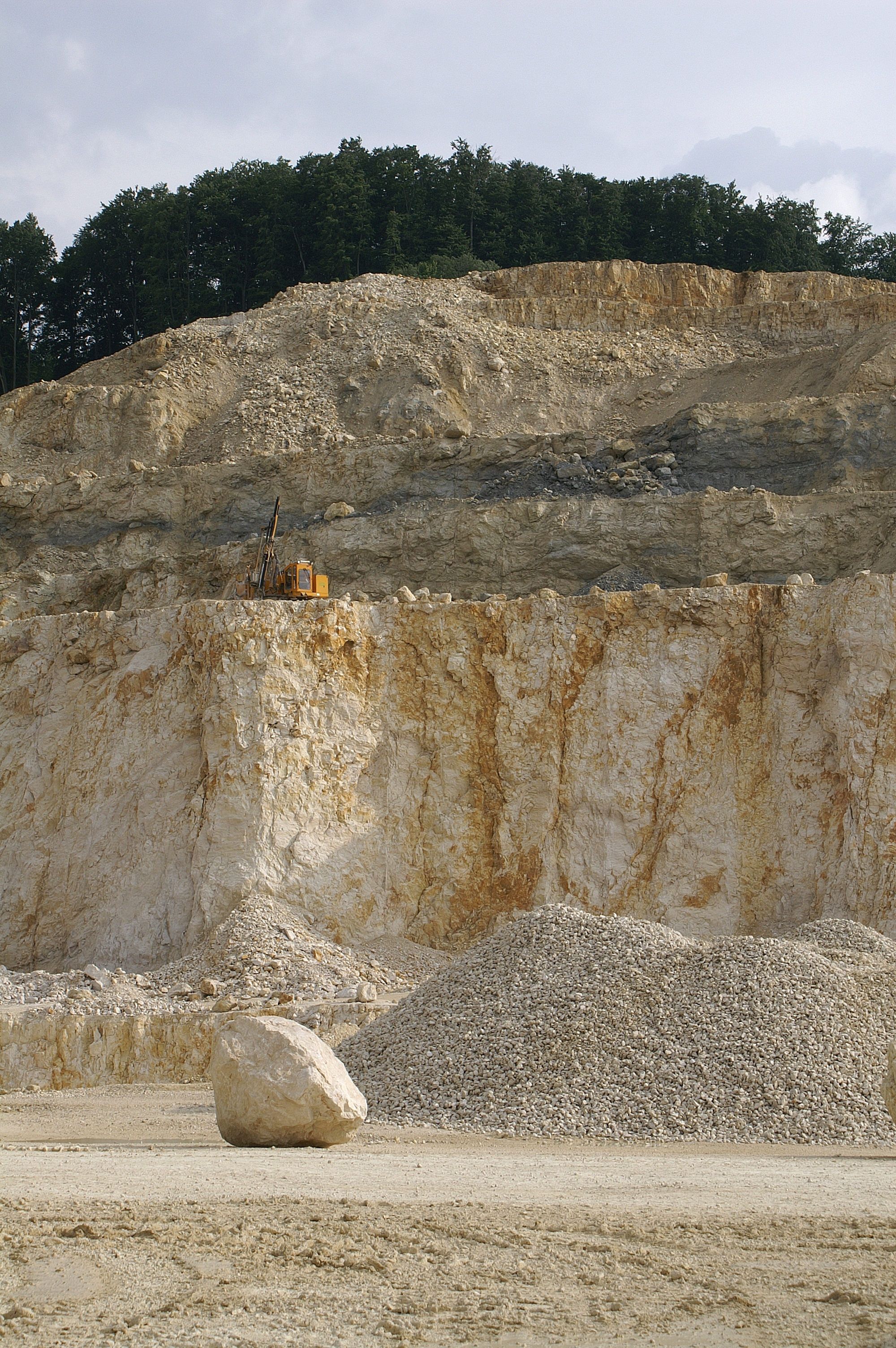
Steinbruch des ehemaligen Blaubeurer Zementwerks im Stadtteil Gerhausen

Im folgenden Jahr wandelten Julius Spohn und sein Sohn Georg ihr Zementwerk in eine Aktiengesellschaft um, die „Portland-Zement Blaubeuren Gebrüder Spohn AG“. Während Georg Spohn den Vorstandsvorsitz übernahm, wurde Julius Spohn Mitglied des Aufsichtsrats. Die neue Rechtsform vereinfachte die Finanzierung des Unternehmens durch die Möglichkeit, bei Geldbedarf ohne große Umstände neue Aktien an neue Teilhaber ausgeben zu können.  
Lagen anfangs von dem 2500 Aktien umfassenden Grundkapital noch 2496 Stück in den Händen der Familie Spohn und nur eine Aktie bei der „Portland-Zementwerke Heidelberg AG“, der späteren „HeidelbergCement AG“, so übernahmen letztere bereits 1938 die Aktienmehrheit. Zudem schlossen Georg Spohn und dessen Familie einen Interessengemeinschaftsvertrag ("Organvertrag") mit den Heidelberger Portland-Zementwerken ab, welcher letzteren die volle Weisungsbefugnis über die geschäftliche Tätigkeit des Blaubeurer Zementunternehmens gewährte. Im Gegenzug erhielten Georg Spohn und sein Bruder Richard zwei Sitze in dem vierköpfigen Direktorium, welches die Interessengemeinschaft leitete. Zudem bekamen Georg und Richard Spohn Sitze in dem Aufsichtsrat der „Portland-Zementwerke Heidelberg AG“ und im Austausch für die Aktienmehrheit an ihrem Zementunternehmen ein Aktienpaket der Heidelberger Portland-Zementwerke. Erst 1966 erfolgte die gänzliche Integration des Zementwerks Blaubeuren in den Heidelberger Zementkonzern. 
1976 legte „HeidelbergCement“ das Werk Blaubeuren mit dem in der Nähe gelegenen Produktionsstandort Schelklingen zum „Werk Blautal“ zusammen. Während der Standort Schelklingen in den folgenden Jahren mit einer Produktionskapazität von 1,5 Mio. t im Jahr zum größten und modernsten Zementwerk Deutschlands ausgebaut wurde, ließ „HeidelbergCement“ das unrentabel gewordene Werk Blaubeuren 1997 nur wenige Wochen nach seinem 125-jährigen Firmenjubiläum stilllegen und 1998/99 ersatzlos abbrechen. Damit endete zugleich die Geschichte Blaubeurens als bedeutender Standort der europäischen Zementindustrie.
Auf der durch den Abriss entstandenen Industriebrache steht heute, neben einem Einkaufszentrum, die „Centrotherm photovoltaics AG“, ein im TecDAX gelisteter deutscher Anlagenbauer, Dienstleister und Zulieferer der Solartechnikbranche.

### Nachwirkungen
Die Blaubeurer Zementfabrik der Familie Spohn bildete den Grundstein des Baustoffzweigs der „Merckle-Gruppe“. Die Unternehmerfamilie Spohn tauschte schrittweise die Aktien an ihrem Zementwerk in eine Minderheitsbeteiligung an der „Portland-Zementwerke Heidelberg AG“ (heute „HeidelbergCement AG“) um. Nachdem eine Enkelin von Julius Spohn, Luise Spohn (1900–1984), Ludwig Merckle (Senior) 1931 geheiratet hatte, gelangte dieses Aktienpaket in den Besitz der aus Aussig (heute Ústí nad Labem in Böhmen, Tschechien) stammenden Unternehmerfamilie Merckle. Der Sohn von Ludwig Merckle und Luise Spohn, Adolf Merckle, baute diese Beteiligung 2005 zu einer Aktienmehrheit bei der „HeidelbergCement AG“ aus.

## Steinbruchbahn und Transportband
In den ersten Jahren des Spohnschen Zementwerks wurde der für die Zementherstellung benötigte Kalkstein per Pferdefuhrwerken aus den Steinbrüchen Gerhausen, Sotzenhausen und Allmendingen herbeigeschafft. Die Umstellung des Werks auf die Erzeugung von Portlandzement 1887 war sehr kapitalaufwendig und machte Einsparungen an anderer Stelle notwendig. Daher wurden die Steinbrüche Allmendingen und Sotzenhausen 1887 aufgelassen.  
Die im Gerhausener Steinbruch gebrochenen Kalksteine wurden hingegen erst mit einer 800 m langen Luftseilbahn zu einer Verladestelle in Gerhausen („Markbronner Straße“) transportiert. Von dort wurde das Material fast zwanzig Jahre lang mit einer durch Pferde gezogenen Feldbahn mit der Spurweite von 700 mm (Preussische Feldbahn Spurweite) über eine 2,4 km lange Strecke quer durch Gerhausen in das Zementwerk befördert. Versuche die Pferde durch einen 5 PS starken Daimler-Motorwagen zu ersetzen scheiterten 1888/89.

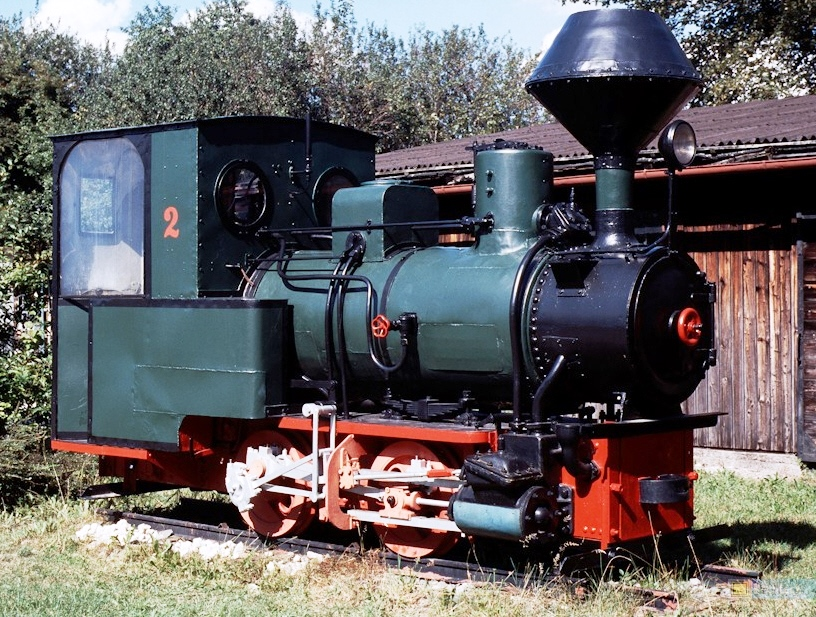
Lokomotive von Krauss, Baujahr 1929, Spurweite 700 mm, erhalten im Eisenbahnmuseum Nördlingen

Noch vor dem Ersten Weltkrieg wurde das „Bähnle“ auf Dampflokomotiven umgestellt. Zum Einsatz kamen Lokomotiven der Lokomotivfabrik Krauss & Comp.
Um den wachsenden Bedarf des Zementwerks zu decken, musste schließlich eine Werksbahn („Steinbruchbahn“) errichtet werden, die Drahtseil- und Feldbahn ersetzte. Nach Plänen und unter der Aufsicht des Betriebsleiters Dipl.-Ing. Wilhelm Doderer (1895–1975, Großneffe des Eisenbahnbauers Wilhelm Carl von Doderer) durch die Baufirma Baresel ab 1938 errichtet, wurde sie im Juli 1941 durch den technischen Direktor Dr. Eberhard Spohn (1906–1981) feierlich eingeweiht. Diese elektrifizierte Schmalspurbahn besaß, wie die frühere Feldbahn, eine Spurweite (Eisenbahn) von 700 mm und hatte eine Länge von insgesamt 3,9 km. Außerdem überwand sie das „Eseltal“ über eine knapp 100 m lange Betonbrücke mit fünf Pfeilern und durchlief zwei Tunnels mit einer Länge von 200 m bzw. 350 m.
Nach dem Zweiten Weltkrieg kamen Lokomotiven der Firma Gmeinder zum Einsatz. Nicht mehr leistungsfähig genug, wurde die einspurige Strecke ab 1970 durch ein 1,6 km langes Förderband ersetzt. Dieses lief ebenfalls durch einen 770 m langen Tunnel und blieb bis zur Stilllegung des Zementwerks 1997 in Betrieb. Heute sieht man von der ehemaligen Werksbahn nur noch überwucherte Gleise, alte Schwellen, Fundamente, Brücken, Stollen und zugemauerte Tunnelportale.